# Luci Manli Acidí Fulvià
Luci Manli Acidí Fulvià (en llatí: Lucius Manlius Acidinus Fulvianus) va ser un magistrat romà del segle ii aC. Formava part de la gens Fúlvia, però va ser adoptat per un membre de la gens Mànlia (probablement per Luci Manli Acidí).
Va ser pretor l'any 188 aC i va governar Hispània Citerior on va estar fins al 186 aC. El seu darrer any de govern va derrotar els celtibers i estava a punt de sotmetre tot el poble, però no ho va poder fer per l'arribada del seu successor. Va demanar els honors del triomf per aquesta victòria, però el senat només li va concedir una ovació. El 183 aC va ser enviat com ambaixador a la Gàl·lia Transalpina i va ser designat un dels triumviri coloniae deducendae de la colònia d'Aquileia, que de fet no es va fundar fins a l'any 181 aC. El 179 aC va ser elegit cònsol juntament amb el seu propi germà Quint Fulvi Flac, únic cas registrat de dos germans exercint la mateixa magistratura consolar simultàniament.